# Webtop20
WebTOP20 es un concepto moderno de página web que da respuesta a todos los retos actuales y futuros del nuevo marketing on-line ayudando a todos los negocios a disponer de una web de calidad. Tecnológicamente pertenece a la informática de última generación, donde su principal objetivo es solucionar las máximas aspiraciones de las empresas dentro del mercado digital.

## Protocolo MDI
WebTOP20 nace bajo el protocolo MDI: marketing digital integrado. Este protocolo integra todos los canales de promoción digital como Posicionamiento web, SEM, blogs, redes sociales y newsletter, hecho que permite trabajar los cuatro pilares básicos empresariales como difusión, consolidación, crecimiento y rentabilidad de los negocios.

## Branding WebTOP20
WebTOP20 recoge la compilación de los 20 servicios o puntos más importantes e imprescindibles para que una web se convierta en la herramienta más poderosa para dinamizar cualquier empresa en Internet y ofrece a los usuarios finales un mensaje global y coherente que produzca una misma experiencia o historia de marca, fortaleciendo de una manera rápida y excepcional el hecho de hacer branding.
Además, WebTOP20, está diseñada bajo la filosofía UX-Design (User Experience Design) o ``Diseño de Experiencia de Usuario´´ que tiene por objetivo conseguir la mejor experiencia de uso posible basada en las necesidades, objetivos, motivaciones y capacidades de los usuarios
WebTOP20 incluye la formación necesaria para su correcta utilización y por eso la utilizan con éxito usuarios sin conocimientos previos, desde donde gestionan, actualizan y dinamizan sus empresas en Internet.
En marketing la coherencia siempre conduce a la eficacia y por eso el protocolo MDI, trabaja desde el minuto 1 para que los diferentes departamentos colaboren juntos con un solo proyecto donde el Análisis, el Diseño, la Programación y la Promoción se complementan para crear una página web homogénea, completa y de éxito.

## Los 20 puntos de WebTOP20
1. Domini + hosting + correos electrónicos
2. Diseño web personalizado
3. Diseño móvil/Tablet
4. Editor de contenidos
5. Galería de imágenes
6. Tienda on-line
7. Pago on-line
8. Gestión de usuarios
9. Cupones de descuento
10. Logística
11. Blog
12. Boletines electrónicos
13. Redes sociales
14. Posicionamiento web
15. Mapa geolocalización
16. Campañas adwords
17. Analítica web
18. Texto legal y cookies
19. Total libertat
20. Formación WebTOP20